# Touhou Project
Touhou Project (東方Project, Tōhō Purojekto, littéralement « Projet de l'est »), également appelé Touhou ou Project Shrine Maiden, est une saga de jeu vidéo japonaise de type danmaku développée et éditée par Team Shanghai Alice en 1996.

## Histoire
La série doit son nom au fait que les titres des jeux commencent toujours par le préfixe 東方 (Tōhō, qui peut se traduire par Oriental).[réf. nécessaire]
Après quatre ans d'inactivité, ZUN, le créateur de Touhou, quitte Amusement Makers pour fonder son propre cercle : la Team Shanghai Alice. Puis, il commence à développer des jeux pour Windows. La jouabilité des jeux sur Windows est substantiellement améliorée par rapport à celle des jeux sur PC-98. La plupart des œuvres dōjin dérivées de Touhou sont centrées sur ces jeux.

## Trame

### Univers
Les intrigues du projet Touhou sont liés à des phénomènes étranges ayant lieu dans le monde imaginaire de Gensokyo (幻想郷, littéralement « Village d'Illusion » ou « Village imaginaire »), un territoire situé en Extrême-Orient (en fait au Japon).
Il y a bien longtemps, c'était un endroit désolé hanté par des yōkai qui s'attaquaient aux voyageurs perdus qui y passaient. Rapidement, des exorcistes y furent envoyés pour résoudre le problème des yôkai et finirent par s'installer dans la zone pour les contrôler. Alors que la civilisation humaine avançait ailleurs, les concepts tels que les yôkai y furent considérés comme des superstitions non scientifiques. Gensokyo fut alors scellé par des prêtres et fut petit à petit oublié.
À cause du sceau, cette communauté isolée développa sa propre civilisation. Contrairement au monde extérieur, les qualités magiques et spirituelles prévalent sur la science et alors que les yôkai et les humains coexistent, ils combattent toujours. Le seul passage connu du monde extérieur vers Gensokyo est le sanctuaire Hakurei, à la frontière de Gensokyo. Le sceau s'est affaibli toutefois à cause de l'expansion urbaine du monde extérieur, et de plus en plus d'humains ont été capables d'aller à Gensokyo depuis le monde extérieur.

### Personnages
Si certains shoot them ups n'ont pas de personnages du tout, la série Touhou possède plusieurs dizaines de personnages jouables ou non-jouables. Bien que chaque jeu fasse apparaître différents personnages, le personnage principal des jeux est toujours Reimu Hakurei, une prêtresse (miko) magique, rejointe par Marisa Kirisame la magicienne à partir du troisième jeu. Les seuls jeux pour lesquels ce n'est pas le cas sont Shoot the Bullet, Fairy Wars, Impossible Spell Card, Double Spoiler et Violet Detector où seules Aya Shameimaru, Hatate Himekaidou, Seija Kijin, Cirno et Sumireko Usami sont jouables. Chaque nouvel opus « emprunte » aussi des personnages ennemis des précédents en tant que personnages jouables, sauf pour Subterranean Animism où les personnages ainsi empruntés n'affectent que le type d'attaque des deux personnages jouables.

## Système de jeu
La puissance des balles du joueur augmente de manière linéaire au fur et à mesure qu'il collecte les power-ups lâchés par les ennemis, pour finir par plafonner au maximum. Dans plusieurs jeux de la série, le joueur peut aussi collecter des icônes « point » pour gagner des vies supplémentaires ; le nombre nécessaire à ceci croit exponentiellement avec les vies gagnées. La « concentration », avec la touche shift par défaut, ralentit les mouvements du joueur, rend le masque de collision visible (de manière générale ; toutefois l'effet est inversé pour certains personnages) et concentre l'attaque du joueur de manière à la rendre plus puissante. Dans Imperishable Night ce mode fait en fait apparaître l'équipier Fantôme. Cette fonction est essentielle pour naviguer entre les motifs complexes de tir et battre les boss plus rapidement. Le compteur de graze (effleurement) compte le nombre de balles qui sont passées sur le personnage mais n'ont pas touché le masque de collision, et récompense le joueur de points bonus lorsqu'il prend des risques.
Les spell cards (cartes de sorts), avec la touche X par défaut, sont l'équivalent des « bombes » dans la plupart des autres shmups. Le joueur en dispose d'une quantité limitée ; en utiliser une le rend temporairement invulnérable et utilise une attaque magique qui généralement nettoie l'écran des balles qui s'y trouvent. Le joueur peut en utiliser une pendant un très court moment après s'être fait touché par une balle (ceci est connu sous le nom de « Limite entre la Vie et la Mort »[réf. nécessaire]) pour éviter de perdre une vie. Chaque « Spell Card » a un nom et les boss les utilisent pour créer des motifs de balles. Le joueur gagne un bonus de points assez important s'il réussit à « détruire » la spell card des boss sans mourir ou utiliser lui-même des spell cards.
Perfect Cherry Blossom et Imperishable Night ont respectivement des points de « Cherry » (cerise) et de « Time » (temps). Les points de cerise sont principalement utilisés pour gagner des points, mais ils peuvent également donner une invulnérabilité temporaire (appelée « Supernatural Border » ou Barrière Surnaturelle). Les points des temps sont essentiels pour ramener la Lune avant que le matin n'arrive (en faisant avancer le temps, si tous les points nécessaires ont été acquis, d'une demi-heure au lieu d'une heure en temps normal à la fin du niveau) ; ils déterminent aussi si le joueur peut affronter ou non le « Final Spell » (sort final) des boss dans les niveaux de difficulté normal et supérieur.
Le jeu est essentiellement constitué de personnages féminins. Elle a obtenu un grand succès grâce à ses motifs de tirs compliqués et l'accent plus prononcé sur les personnages que dans la plupart des shoot them up, mais également grâce au fait d'avoir été fabriquée par une seule personne connue sous le pseudonyme de « ZUN ». Elle est aussi connue pour la quantité prodigieuse d'œuvres produites par la communauté de ses fans, qui depuis quelques années, franchit les limites du Japon et s'étend dans le monde, en faisant une des plus grandes communautés du jeu vidéo.

## Jeux
- Touhou Rei'iden ～ Highly Responsive to Prayers (東方靈異伝, Tōhō Rei'iden?)  : premier jeu de la série Touhou. Ce n'est pas un shmup traditionnel et il partage des similarités avec Arkanoid. Ceci en fait un jeu au style différent du reste de la série. Reimu Hakurei, l'une des protagonistes principales de la série, fait son apparition dans ce jeu. Il est sorti le 15 août 1997, et s'est vendu à 30 exemplaires selon ZUN[3].

- Touhou Fumaroku ～ Story of Eastern Wonderland (東方封魔録, Tōhō Fūmaroku?) : sorti en 1997 lors du Comiket 52. C'est le premier danmaku de la série, et aussi le premier dans lequel Marisa Kirisame, le deuxième personnage principal de la série, fait son apparition (ici dans le rôle de l'avant-dernier boss)[4]. 50 exemplaires du jeux sont vendus[3].

- Touhou Yumejikuu ～ Phantasmagoria of Dim. Dream (東方夢時空, Tōhō Yumejikū?) : shoot them up à deux joueurs, de type face-à-face ; similaire à Twinkle Star Sprites. Sorti en août 1997 lors du Comiket 53.

- Touhou Gensokyo ～ Lotus Land Story (東方幻想郷, Tōhō Gensōkyō?) : sorti en 1998 lors du Comiket 54. Ce jeu introduit le mode concentration, présent dans tout le reste de la série par la suite, qui ralentit les mouvements du personnage pour éviter plus facilement les balles.

- Touhou Kaikidan ～ Mystic Square (東方怪綺談, Tōhō Kaikidan?) : cinquième et dernier Touhou pour les PC-98, sorti en décembre 1998 lors du Comiket 55. Mima et Yuka, boss finaux respectifs de The Story of Eastern Wonderland et Lotus Land Story, reviennent en tant que personnages jouables dans ce jeu.

- Embodiment of Scarlet Devil (東方紅魔郷, Tōhō Kōmakyō?, litt. Incarnation du Démon Écarlate) : premier Touhou sur Microsoft Windows. Sorti le 11 août 2002, il surpasse grandement les jeux de PC-98 graphiquement et musicalement et fut le premier jeu à attirer une base de fans occidentaux substantielle.[réf. nécessaire] L'histoire, contée lors des discussions entre les personnages pendant des interludes dans l'action, est la suivante : le pays de Gensokyo (cadre de tous les épisodes de la série) a été englouti par une brume rouge et ses habitants ne voient plus le soleil. Incarnant la miko Reimu Hakurei ou la sorcière Marisa Kirisame, le joueur essaye de se débarrasser de la brume, et remonte la piste jusqu'à une mystérieuse figure appelée le Démon Écarlate.

- Touhou Youyoumu ～ Perfect Cherry Blossom (東方妖々夢, Tōhō Yōyōmu?) : septième Touhou. Sorti le 17 aout 2003, il a la particularité parmi les récents titres de la série d'avoir des titres anglais et japonais dont la signification n'est pas la même ; le titre japonais peut être traduit par Rêve Ensorcelant. Le mois de mai arrive, l'hiver dure beaucoup plus longtemps que la normale à Gensokyo, et les habitants commencent à suspecter une action surnaturelle. Incarnant Reimu, Marisa ou la nouvelle arrivante Sakuya Izayoi, le joueur s'embarque à la recherche de ceux qui empêchent le printemps d'arriver. Perfect Cherry Blossom continue la tradition de la série Touhou avec la réapparition d'anciens boss en tant que personnages jouables : Ici, Sakuya, qui était la servante de la vampire Remilia Scarlet, mieux connue sous le nom de Démon Écarlate, que le joueur a combattue à plusieurs reprises dans Embodiment of Scarlet Devil.

- Touhou Suimusou ～ Immaterial and Missing Power (東方萃夢想, Tōhō Suimusō?) : collaboration avec Tasogare Frontier, est le septième épisode et demi de la série. Bien qu'il soit sorti le 30 décembre 2004, après Imperishable Night, il est numéroté 7,5 parce que les évènements du jeu ont lieu avant ceux d'Imperishable Night. Immaterial and Missing Power est un jeu de combat en deux dimensions et non un shmup comme à l'habitude. La Team Shanghai Alice n'est à l'origine que de l'histoire et d'une partie de la musique, mais le jeu est compté comme une de ses œuvres officielles. Les personnages jouables de base du jeu comprennent tous les personnages jouables des précédents jeux de la série sur Windows, ainsi qu'Alice Margatroid, Youmu Konpaku et Yuyuko Saigyouji (toutes les trois boss dans Perfect Cherry Blossom) et Patchouli Knowledge (boss du quatrième niveau de Embodiment of Scarlet Devil). Des personnages supplémentaires deviennent jouables quand le joueur termine les modes histoire avec les personnages jouables de base. Un patch officiel ajoute Hong Meiling (de Embodiment of Scarlet Devil) en tant que personnage jouable, mais elle n'est pas disponible dans le mode histoire.

- Touhou Eiyashou ～ Imperishable Night (東方永夜抄, Tōhō Eiyashō?) : huitième Touhou. Il est sorti lors du Comiket 66 en août 2004. L'histoire se concentre sur un mal plus insidieux que les jeux précédents. L'évènement annuel de Gensokyo, la Fête d'observation de la Lune, commence à l'aube… mais il semble que quelqu'un a remplacé la Lune par une fausse qui ne deviendra jamais pleine. Une équipe d'humains et de fantômes se met en place pour remédier à ce problème avant que la nuit ne soit terminée — l'histoire dit que l'équipe que le joueur choisit est la « seule » équipe à enquêter. Ceci est vrai pour tous les jeux de la série touhou ; le seul personnage qui va rencontrer le boss final est celui choisi par le joueur — les exceptions sont Phantasmagoria of Dim. Dream et Phantasmagoria of Flower View. Chacun des personnages habituellement jouables fait équipe avec un non-humain de Gensokyo. Reimu Hakurei s'allie avec Yukari Yakumo, Yôkai de la frontière ; Marisa Kirisame avec Alice Margatroid, marionnettiste aux sept couleurs ; Sakuya accompagne sa maîtresse, Remilia Scarlet. La nouvelle équipe est composée de la demi-fantôme Youmu Konpaku et de la fantôme Yuyuko Saigyouji, boss de fin de Perfect Cherry Blossom. Tous les autres personnages (excepté Remilia) sont aussi apparus dans Perfect Cherry Blossom. Imperishable Night a aussi introduit des mécaniques de marquage de points complexes, basées sur le ratio « humain sur fantôme » du joueur et des « derniers mots » ; des spell cards spéciaux que l'on peut soit utiliser comme « Frontière entre la vie et la mort », soit en « collectionner » comme des spell cards normaux.

- Touhou Kaeidzuka ～ Phantasmagoria of Flower View (東方花映塚, Tōhō Kaeizuka?) : neuvième Touhou. Il est sorti en août 2005 lors du Comiket 68. Ce jeu est un shmup de type face-à-face comme Phantasmagoria of Dim. Dream, et a un gameplay très différent des trois épisodes précédents de la série. L'histoire place les personnages dans une enquête sur la raison qui fait que les fleurs de Gensokyo éclosent fanatiquement. Les personnages jouables initialement sont Reimu, Marisa et Sakuya comme d'habitude, mais la liste grandit au fur et à mesure que le joueur progresse dans l'histoire de chaque personnage.

- Touhou Bunkachou ～ Shoot the Bullet (東方文花帖, Tōhō Bunkachō?) : neuvième épisode et demi de la série. Il est sorti lors du Comiket 69 en décembre 2005. Le jeu est l'adaptation en jeu du fanbook officiel Bohemian Archive in Japanese Red. Le joueur, incarnant la reporter tengu Aya Shameimaru, doit prendre en photo des boss pour son journal pour avancer dans des niveaux de plus en plus difficiles. Le jeu est unique dans le sens où le joueur n'a pas les tirs ou bombes habituelles, à la place, l'appareil photo est le seul moyen d'attaque et de défense, étant donné qu'il peut effacer des balles de l'écran. Le marquage de points est basé sur le contenu de chaque photo, position du boss, nombre de balles et position d'Aya entre autres. Le jeu est notable pour être le seul (avec Great Fairy War) où n'apparaît pas Reimu Hakurei. Il en va de même pour Marisa Kirisame, à l'exception de Highly Responsive to Prayers.

- Touhou Fuujinroku ～ Mountain of Faith (東方風神録, Tōhō Fūjinroku?) : dixième de la série. Annoncé début mai 2007, une version de démonstration est sortie à la convention Reitaisai 2007, le 20 mai. Le jeu complet est sorti au Comiket 72, le 17 août 2007. Il s'agit d'un shmup dans la lignée des précédents. Dans cet épisode, la plupart des personnages précédemment jouables sont oubliés pour ne laisser que les deux éternels protagonistes Reimu Hakurei et Marisa Kirisame. L'histoire se concentre sur l'escalade de la montagne Yôkai au sommet de laquelle un nouveau temple serait apparu, défiant le sanctuaire Hakurei, au grand déplaisir de Reimu.

- Touhou Hisouten ～ Scarlet Weather Rhapsody (東方緋想天, Tōhō Hisōten?) : jeu de combat, en deux dimensions tout comme Immaterial and Missing Power, et qui est à nouveau réalisé par Tasogare Frontier. Le jeu est numéroté 10.5 dans la série. Le jeu complet est sorti lors du cinquième Reitaisai le 25 mai 2008[5].

- Touhou Chireiden ～ Subterranean Animism (東方地霊殿, Tōhō Chireiden?) : onzième épisode de la série. Il s'agit à nouveau d'un shoot'em'up. Une version démo est sortie à l'occasion du Reitaisai le 25 mai 2008. La version complète est sortie lors du Comiket 74, le 16 août 2008. Un geyser est apparu près du sanctuaire Hakurei. Malgré les avantages conséquents (des bains chauds) qui enthousiasment les deux humaines, Reimu Hakurei et Marisa Kirisame, les yôkai se sentent inquiets. Comme il leur est interdit d'aller sous terre, ceux-ci dépêchent nos héroïnes pour enquêter sur la raison de cet évènement. Dans cette aventure, les héroïnes doivent faire équipe avec l'un des 6 yôkai proposés (3 pour chaque personnage) qui restera à la surface en permettant à son envoyée d'utiliser son pouvoir.

- Touhou Seirensen ～ Undefined Fantastic Object (東方星蓮船, Tōhō Seirensen?) : douzième épisode de la série. Ce shoot'em'up apporte une petite nouveauté, l'apparition des ovnis, de 3 couleurs différentes, permettant diverses combinaisons (3 bleus, 3 rouges, 3 verts ou un de chaque) libérant de grands ovnis (bleu, rouge, vert ou multicolore) donnant divers bonus (respectivement : points supplémentaires, étoile de vie, étoile de bombe, inversion de bonus). La version complète du jeu est sortie le 15 août 2009 lors de la 76e édition du Comiket.

- Touhou Hisoutensoku ～ Choudokyuu Ginyoru no Nazo wo Oe (東方非想天則, Tōhō Hisōtensoku?), plus connu par les joueurs sous le nom de Hisoutensoku : troisième jeu de combat après Immaterial and Missing Power et Scarlet Weather Rhapsody, toujours réalisé par le cercle Tasogare Frontier. Le jeu est numéroté 12.3 dans la série. Cet épisode est sorti en même temps que Undefined Fantastic Object le 15 août 2009 lors de la 76e édition du Comiket. Il s'agit d'une sorte d'extension pour Scarlet Weather Rhapsody due à un gameplay quasi similaire et à la possibilité de retrouver les anciens personnages dans ce nouveau jeu. Hisoutensoku introduit trois nouveaux personnages jouables dans un nouveau mode histoire : Hong Meiling qui fait son grand retour depuis Immaterial and Missing Power, Cirno, la fée des glaces et Sanae Kochiya, la miko du sanctuaire Moriya. Ainsi que Utsuho Reiuji, le corbeau de l'Enfer et Suwako Moriya, la Déesse de la Terre en tant qu'adversaires.

- Touhou Bunkachou ～ Double Spoiler (東方文花帖, Tōhō Bunkachō?) : douzième épisode et demi de la série. Il sort le 14 mars 2010 lors de la 7e édition du Hakurei Shrine Reitaisai. Le principe du jeu se révèle identique à Shoot the Bullet en reprenant les personnages à partir de Mountain of Faith, jusqu'à Undefined Fantastic Object. Le jeu sort sur Steam le 2 août 2019[6].

- Touhou Sangessei ～ Great Fairy Wars (東方三月精, Tōhō Sangessei?) : noté 12.8 est un nouvel épisode intermédiaire qui est sorti durant la 78e édition du Comiket (du 13 au 15 août 2010). Le jeu est l'adaptation du manga officiel Strange and Bright Nature Deity. Le personnage incarné ici est Cirno, qui aura la capacité de geler les balles adverses. À noter que ce jeu est le seul, avec Shoot the Bullet, à ne pas mettre en scène Reimu Hakurei.

- Touhou Shinreibyou ～ Ten Desires (東方神霊廟, Tōhō Shinreibyō?) : 13e épisode de la série. Celui-ci reprendra les mêmes personnages jouables parus dans l'épisode précédent (Reimu Hakurei, Marisa Kirisame et Sanae Kochiya) et marque le retour de Youmu Konpaku (apparue dans Perfect Cherry Blossom).

- Touhou Kishinjou ～ Double Dealing Character (東方輝針城?) : 14e épisode de la série. Il est sorti le 12 août 2013 pendant le Comiket 84. On retrouvera dans cet épisode les deux personnages emblématiques de la série (Reimu Hakurei, Marisa Kirisame) suivie d'un remplacement de Sanae Kochiya par Sakuya Izayoi.

- Touhou Kanjuden ～ Legacy of Lunatic Kingdom (東方紺珠伝?) : 15e épisode de la série. Il est sorti le 10 mai 2015. Les habitants de la Lune semblent vouloir s'installer dans Gensokyo, mais ils doivent d'abord purifier la contrée. Les héroïnes partent en direction de la Lune pour stopper cette invasion, où ils se rendent compte que la capitale lunaire était en fait assiégée et que les lunariens cherchaient simplement à fuir. Les héroïnes vainquent le leader ayant causé l'incident et les lunariens, sauvés, renoncent à s'installer dans Gensokyo.

- Touhou Tenkuushou ～ Hidden Star in Four Seasons (東方天空璋?) : 16e épisode de la série. Il est sorti le 11 août 2017 pendant la 92e édition du Comiket. Les saisons sont en désordre ! Les protagonistes enquêtent sur l'incident à travers tout Gensokyo et sont menées dans une autre dimension, où une des créatrices de Gensokyo les attend, accompagnée de ses subordonnées. Après une défaite cuisante, les héroïnes prennent leur revanche et les saisons retournent finalement à la normale.

- Touhou Hifuu nightmare diary ～ Violet detector (秘封ナイトメアダイアリ?) : épisode 16.5 sortie le 10 août 2018 au Comiket, de gameplay similaire à Shoot the Bullet et Double Spoiler. Le personnage principal est Sumireko Usami. En plus de pouvoir photographier les ennemis et de nettoyer les danmakus, elle dispose également de pouvoirs psychiques comme la téléportation.

- Touhou Kikeijuu ～ Wily Beast and Weakest Creature (東方鬼形獣?) : 17e épisode de la série. Il est sorti le 12 août 2019 pendant la 96e édition du Comiket. Des bêtes sorties du Royaume Animal veulent envahir Gensokyo. Les héroïnes se rendent donc dans cet Enfer où la loi du plus adapté règne entre les clans animaux le contrôlant. Elles sont dupées par ceux-ci, qui leur font croire que le coupable est une déesse de la sculpture ayant introduit la technologie dans l'Enfer pour protéger les humains qui y habitent, avant de finalement se rendre compte de la supercherie. La réflexion morale du jeu se base sur l'opposition d'alignement du trop « chaotique » (les lois de la nature) et du trop « loyal » (la technologie aliénante).

- Tuhou Gōyoku Ibun ~ Submerged Hell of Sunken Sorrow (東方剛欲異聞　～ 水没した沈愁地獄?) : épisode 17.5 de la série, sorti au Japon le 24 octobre 2021, puis mondialement le 20 octobre 2022[7]. Comme son numéro le suggère, cet épisode est une suite de Wily Beast and Weakest Creature, se concentrant sur certains aspects inexplorés dans l'épisode précédent, comme la troisième organisation animale (les aigles), leur cheffe et son objectif. Ce jeu critique la monopolisation de certaines personnes envers le pétrole et sa main-mise, notamment en utilisant le thème de l'avarice.

- Touhou Kouryuudou ～ Unconnected Marketeers (東方虹龍洞?) : 18e épisode de la série, sorti le 4 mai 2021 sur Steam.

- Bulletphilia-tachi no Yami-Ichiba ~ 100th Black Market (バレットフィリア達の闇市場　〜 100th Black Market?) : épisode 18.5 de la série, sorti le 14 août 2022 sur Steam.

- Touhou Juuouen ～ Unfinished Dream of All Living Ghosts (東方獣王園　〜 Unfinished Dream of All Living Ghost?) : épisode 19 de la série. Une version d'essai est sortie le 7 mai 2023 sur la version 0.01a sur Steam. La version complète du jeu est sortie en août 2023[8].

- Touhou Spell Carnival (?) : le jeu est annoncé en novembre 2023 pour une sortie sur Nintendo Switch au printemps 2024 au Japon[9].

- Touhou Kinjoukyou ～ Fossilized Wonders (東方錦上京　〜 Fossilized Wonders?) : épisode 20 de la série. Une version d'essai est sortie le 5 mai 2025 sur la plateforme Steam. Une version stable n'est pas encore sortie. La version complète du jeu est prévue de sortir en août 2025.

## Publication
La série de jeux Touhou débute sur la série d'ordinateurs japonais PC-98 et les cinq premiers épisodes fonctionnent nativement sur cette plate-forme ; les utilisateurs de PC standards ne peuvent qu'utiliser un émulateur pour y jouer. La série d'ordinateurs PC-9801 était déjà sur le déclin lorsque ces jeux sont sortis. À cause de cela, ils ne sont pas très connus parmi les joueurs. Le groupe responsable des jeux était appelé « Amusement Makers ».

## Adaptations et autres médias

### Œuvres liées
En plus des jeux, la Team Shanghai Alice a aussi utilisé les personnages de Touhou dans d'autres médias.
- Curiosities of Lotus Asia (東方香霖堂 Tōhō Kōrindō), écrit par ZUN lui-même, est une histoire publiée en chapitres. Elle est au départ publiée dans le magazine Colorful PUREGIRL, mais change pour le magazine Elfics de la compagnie BiBLOS après l'arrêt de la publication du premier. Toutefois, car BiBLOS a récemment fait faillite, la série va sans doute changer pour un autre magazine. De plus, certains chapitres de Curiosities of Lotus Asia sont publiés sur le site web Elnavi. Le protagoniste Rinnosuke Morichika est le seul personnage masculin montré de Touhou.

- Eastern and Little Nature Deity (東方三月精 Tōhō Sangetsusei) est un manga paru dans le magazine CompAce, un magazine de prépublication japonais. L'histoire de base est écrite par ZUN (le seul membre connu de la Team Shanghai Alice), et les dessins sont de Nemu Matsukura, connu pour être un fan de la série Touhou. L'histoire se concentre autour de trois fées facétieuses et de leurs (més)aventures. La série est parue entre 2005 et 2006.

- Strange and Bright Nature Deity (東方三月精 Tōhō Sangetsusei) est la suite de Eastern and Little Nature Deity. Matsukura ayant arrêté de dessiner pour des raisons de santé, c'est Makoto Hirasaka qui prend sa relève dans cette série parue dans le MediaMix Game Magazine, de 2006 à 2009.

- Oriental Sacred Place (東方三月精 Tōhō Sangetsusei) est la suite de Strange and Bright Nature Deity. Toujours dessinée par Makoto Kirakasa, la série est en cours de parution.

- Bohemian Archive in Japanese Red (東方文花帖 Tōhō Bunkachō) est le premier fanbook officiel de la série Touhou. Le livre comprend de faux articles de journaux écrits par la journaliste tengu Aya Shameimaru, une interview de ZUN et une compilation de quelques dōjinshi. Un CD-ROM est attaché à la quatrième de couverture et contient des nouvelles pistes musicales de ZUN, une démo Phantasmagoria of Flower View et un fond d'écran représentant la couverture du livre.

- Seasonal Dream Vision (東方紫香花 Tōhō Shikōbana) est un florilège de doujinshi publié par Tora no Ana. Une vue de Gensokyo de ZUN et un CD contenant divers réarrangements de sa musique sont également inclus.

- Perfect Memento in Strict Sense (東方求聞史紀 Tōhō Gumonshiki) est une encyclopédie de Gensokyo parue en 2006, et rédigée par Hieda no Akyu, une humaine ayant le pouvoir de se souvenir de tout ce qu'elle voit. Avec une description de tous les personnages (jusqu'à Touhou 9) et de tous les lieux clés de Gensokyo, cet ouvrage est actuellement la référence la plus complète sur le monde de Touhou, surpassant Bohemian Archive in Japanese Red[réf. nécessaire]. Un CD-ROM est attaché à la quatrième de couverture et contient 3 nouvelles pistes musicales composées par ZUN, et quelques fonds d'écran représentant la couverture du livre. Publié par Ichijinsha.

- The Grimoire of Marisa (グリモワール オブ マリサ Gurimowaru obu Marisa) est le troisième fanbook officiel de la série, sorti le 28 juillet 2009. Il s'agit d'une encyclopédie des Spell Cards (techniques utilisées par les différents personnages du jeu) accompagnées d'illustrations, et d'un CD-ROM comprenant deux pistes musicales originales, et des fonds d'écrans de la couverture du livre. Publié par Ichijinsha.

- Wild and Horned Hermit est un manga introduisant le personnage Kasen Ibara, qui y est décrite comme une ermite, au bras bandé. Encore en parution à l'heure actuelle.

- Symposium of Post-mysticism (東方求聞口授) est une suite-like de Perfect Memento in Strict Sense puisqu'il introduit la description et les histoires des personnages de Touhou 10 - Mountain of Faith jusqu'à Touhou 13 - Ten Desires (comme Perfect Memento in Strict Sense l'avait avec les précédents opus). Il parle également de l'influence du Shintoïsme, du Bouddhisme et du Taoïsme sur l'univers de Gensokyo. Encore en parution à l'heure actuelle.

### Œuvres de fans
Une quantité prodigieuse d'œuvres dérivées basées sur Touhou est créée depuis la sortie de Embodiment of Scarlet Devil. Cela comprend des dōjinshi (mangas amateurs), de la musique dōjin, des anime dōjin, et même des jeux dōjin alors que les jeux Touhou en sont eux-mêmes. Ces activités ajoutent des caractéristiques aux personnages, que ZUN n'avait pas l'intention d'ajouter. Par exemple, Alice Margatroid est décrite dans les jeux originaux comme distante et ne se souciant que rarement des autres, alors que dans les dōjin elle est une fille fragile et très sensible qui recherche désespérément l'affection de Marisa, quasiment l'inverse de son caractère dans les jeux. À cause du manque de personnages masculins, les associations yuri sont prévalentes parmi les dōjinshi tirés de Touhou.
Les fans japonais ont l'habitude de donner des surnoms à leurs personnages favoris, quelquefois étranges ou insensés. Hong Meiling est surnommée « Chūgoku » (Chine), Yuyuko Saigyouji « Yuyu-sama », Tenshi Hinanai « Tenko » et ainsi de suite. Les jeux dōjin basés sur Touhou sont pour la plupart des adaptations des mécaniques de jeu d'autres séries avec les personnages de Touhou, comme Super Marisa Land (une parodie évidente de la série des Mario, le titre étant un jeu de mots avec Super Mario Land), MegaMari (basé sur Mega Man), Moedan (basé sur Moeru Eitango Moetan) et Touhou Soccer (basé sur Captain Tsubasa).
La musique de Touhou est aussi très populaire et même en dehors de la communauté sur Nico Nico Dōga, tel que Bad Apple, Night of Night, U.N Owen Was Her? et des musiques de fan s'inspirant de Touhou comme Marisa Stole the Precious Thing et Cirno's Perfect Math Class tous deux du groupe IOSYS. De nombreux CD d'arrangements peuvent être trouvés en vente au Comiket ou à d'autres conventions japonaises.

#### Reitaisai
La Hakurei Shrine Reitaisai (博麗神社例大祭) est la plus grande des nombreuses conventions de dōjin traitant uniquement de Touhou. Tout commence en 2004 comme un moyen pour la Team Shanghai Alice de distribuer publiquement les versions d'essai de leurs titres à venir aux fans bien avant de les distribuer sur Internet. Depuis, de nombreuses œuvres dérivées de Touhou y sont aussi rassemblées et vendues. Commençant chaque année en avril ou en mai, la convention a lieu à Ōta, Tokyo en 2004, à Naka-ku, Yokohama en 2005 et à Sunshine City, Tokyo en 2006 et 2007.
Bien que l'organisateur de cette convention n'ait rien à voir avec la Team Shanghai Alice officiellement, le nom « Hakurei Shrine Reitaisai » lui a été donné par ZUN lui-même.